# Скелетон
Скелето́н (англ. skeleton, букв. — «скелет, каркас») — зимовий олімпійський вид спорту, швидкісний спуск крижаною трасою на спеціальних санях без кермового керування, які також називають скелетоном (сконструйовані в 1880-і роки в Швейцарії). Спортсмен, лежачи обличчям вниз, керує скелетоном за допомогою рухів головою, натискання плечима, колінами на передні та, відповідно, задні спеціальні стерна, а ще торканням носками до льоду. Головна мета керування — якнайменше заважати скелетону рухатися льодовим треком.

## Історія
На початку XIX століття у швейцарських Альпах британські туристи зробили спроби спускатися на санях гірськими засніженими схилами. У 1883 році на швейцарському гірськолижному курорті організували перші міжнародні змагання, подібні до скелетону. Зображення з газет тієї епохи засвідчують, що сани XIX століття сильно відрізнялися від сучасних.
Через кілька років англієць на прізвище Чайлд виготовив сани зі смуг металу, що мають ширину близько двадцяти двох міліметрів. Саме тоді й з'явилася назва «скелетон», що з грецької перекладається як «каркас», «скелет». За деякими припущеннями, тому що самі санки, якщо їх поставити, чимось нагадували скелет людини.
Скелетон не має керма, оснащений обтяженою рамою довжиною від 80 до 120 см та шириною від 34 до 38 см, яка встановлена на сталеві полози. Спортсмен, що лежить долілиць, керує спуском за допомогою спеціальних шипів, що є на носках черевиків.